# Bago
Bago (birmanisch Paigu, Aussprache: [bəgó]) ist die viertgrößte Stadt Myanmars und Hauptstadt der gleichnamigen Verwaltungseinheit Bago-Division. Aus der Kolonialzeit ist auch noch die Schreibweise Pegu bekannt.
Bago liegt etwa 80 km nördlich von Rangun im Südosten der Bago-Division am Bago-Fluss, der in den Indischen Ozean mündet. Die geschätzte Einwohnerzahl am 1. Januar 2005 war 245.000.

## Geschichte
Bago war einst die Hauptstadt des Reiches Pegu (in der Mon-Sprache: Hongsawatoi, birmanisch Hanthawaddy), das von den Mon bereits im 9. Jahrhundert gegründet wurde. Bago selbst datiert aus dem Jahre 825. Im Jahr 1369 wurde es Hauptstadt eines unabhängigen Königreichs der Mon. Dieses erlebte um 1500 seine Blütezeit und erwarb sich vor allem durch den Überseehandel Wohlstand und Einfluss.
Im Jahr 1593 wurde es von dem birmanischen König Tabinshwehti von Taungu erobert. Dieser verlegte sogleich seine Hauptstadt in das strategisch günstig gelegene Pegu, von wo aus er weitere Eroberungszüge, unter anderem gegen das siamesische Königreich Ayutthaya führte. Unter Tabinshwehtis Nachfolger Bayinnaung wurde Pegu das Zentrum eines gewaltigen, aber nur kurzlebigen Reichs. Nach Bayinnaungs Tod schrumpfte der Einflussbereich Pegus rasch wieder, bis er 1599 völlig zusammenbrach. Die Hauptstadt wurde von Truppen Arakans im Verbund mit portugiesischen Söldnern erobert und gebrandschatzt.
König Anaukpetlun, der das Gebiet Birmas 1613 wieder einte, und seine Nachfolger herrschte von Ava und nicht von Pegu aus. Mit dem Niedergang des Einflusses der Könige der Taungu-Dynastie im Königreich Ava rebellierten die Mon in Pegu und errichteten 1740 wieder ein eigenes Königreich in Pegu/Hongsawatoi. Die Stadt wurde 1757 von den Birmanen unter König Alaungpaya vollständig zerstört. Sie hatte seinerzeit etwa 150.000 Einwohner. Im Jahr 1790 begann man mit dem Wiederaufbau. Infolge des Zweiten Anglo-Birmanischen Kriegs kam Unterbirma, einschließlich Pegus, an das britische Kolonialreich. Im Jahr 1891 zählte die Stadt wieder mehr als 10.000 Einwohner.
Die zahlreichen Kriege zwischen den Birmanen und den Mon sowie zwischen den Birmanen und den Siamesen (Thai) führten dazu, dass heute kaum mehr Bauten übrig geblieben sind. Auch die zahlreichen Erdbeben forderten ihren Tribut, so vernichteten Beben in den Jahren 1912, 1917 und 1930 nochmals hervorragende Denkmäler.

## Sehenswürdigkeiten

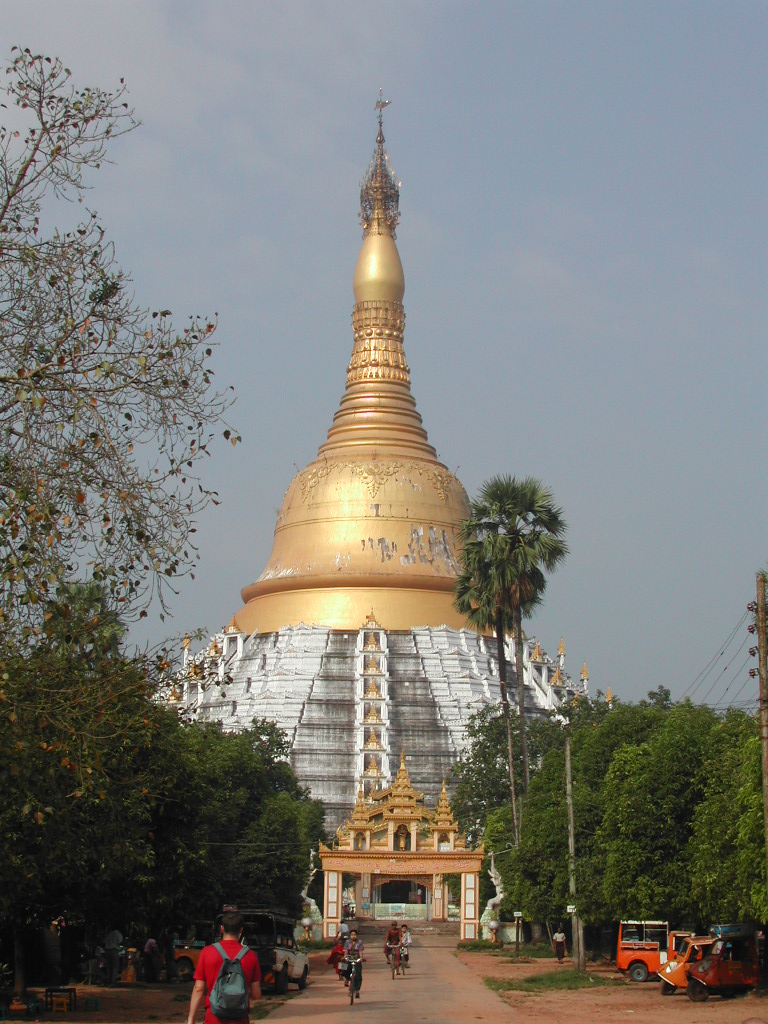
Mahazedi-Pagode

Wichtigstes Bauwerk ist heute die Schwemadaw-Pagode, die Reliquien Buddhas beherbergen soll. Sie wurde ebenfalls bereits 825 errichtet, später aber wesentlich erweitert, u. a. von König Bodampaya. Auch die Schwegule-Pagode wird sehr verehrt. Die Mahazedi-Pagode aus dem 16. Jahrhundert wurde 1930 vollständig zerstört, aber wieder neu errichtet. Einen Kilometer westlich des Bahnhofs befindet sich der zweitgrößte liegende Buddha, der Shwethalyaung-Buddha.
Vier Kilometer südlich von Bago befindet sich die Kyaikpun-Pagode. Sie wurde 1476 von König Dhammazedi errichtet und besteht aus einem hohen Pfeiler mit quadratischem Grundriss, dessen vier Seiten von 30 m hohen Statuen geschmückt sind. Sie zeigen Buddha und seine Vorgänger.

## Persönlichkeiten
- Wilhelm Freiherr von Danckelmann (1741–1782), Kronfiskal der holländischen Besitzungen in Asien, erlitt vor der Küste Schiffbruch und verunglückte tödlich